# Paraphnaeus
Paraphnaeus là một chi bướm ngày thuộc họ Lycaenidae.